# Costarina branstetteri
Espèce
Costarina branstetteri est une espèce d'araignées aranéomorphes de la famille des Oonopidae.

## Distribution
Cette espèce est endémique du département d'Atlántida au Honduras,. Elle se rencontre à Tela.

## Description
Le mâle holotype mesure 1,69 mm.

## Étymologie
Cette espèce est nommée en l'honneur de Michael Branstetter.

## Publication originale
- Platnick & Dupérré, 2012 : The goblin spider genus Costarina (Araneae, Oonopidae), Part 1. American Museum Novitates, no 3730, p. 1-64 (texte intégral).